# Багатівська сільська рада
Бага́тівська сільська́ ра́да — адміністративно-територіальна одиниця та орган місцевого самоврядування в Білогірському районі Автономної Республіки Крим. Адміністративний центр — село Багате.

## Загальні відомості
- Населення ради: 1 921 особа (станом на 2001 рік)

## Населені пункти
Сільській раді були підпорядковані населені пункти:
- с. Багате
- с. Горлинка
- с. Красна Слобода
- с. Мелехове
- с. Поворотне
- с. Руське
- с. Черемисівка

## Склад ради
Рада складалася з 16 депутатів та голови.
- Голова ради: Юнусов Назім Бєлялович
- Секретар ради: Ковальова Світлана Миколаївна

### Керівний склад попередніх скликань
| Прізвище, ім'я, по батькові | Основні відомості                                                 | Дата обрання | Дата звільнення |
| --------------------------- | ----------------------------------------------------------------- | ------------ | --------------- |
| Юнусов Назім Бєлялович      | Сільський голова, 1960 року народження, освіта вища, безпартійний | 26.03.2006   | 31.10.2010      |
| Юнусов Назім Бєлялович      | Сільський голова, 1960 року народження, освіта вища, безпартійний | 31.10.2010   |                 |

Примітка: таблиця складена за даними сайту Верховної Ради України

### Депутати
За результатами місцевих виборів 2010 року депутатами ради стали:

#### За суб'єктами висування
| Суб'єкт висування | Кількість обраних депутатів | %    |
| ----------------- | --------------------------- | ---- |
| Партія регіонів   | 13                          | 81,3 |
| Самовисування     | 3                           | 18,8 |

#### За округами
| № округу        | Прізвище, ім'я, по батькові   | Дата визнання обраним | Освіта  | Партійна приналежність | Відомості про обраного депутата           |
| --------------- | ----------------------------- | --------------------- | ------- | ---------------------- | ----------------------------------------- |
| Партія регіонів |                               |                       |         |                        |                                           |
| 1               | Костенко Лариса Петрівна      | 02.11.2010            | середня | член Партії регіонів   | тимчасово не працює                       |
| 2               | Хаведжі Наріман Усеїнович     | 02.11.2010            | вища    | член Партії регіонів   | ЧП «Стрінг», оператор АЗС                 |
| 4               | Захарова Людмила Михайлівна   | 02.11.2010            | середня | член Партії регіонів   | Багатівська середня школа, кухар          |
| 5               | Шишкін Сергій Миколайович     | 02.11.2010            | середня | член Партії регіонів   | тимчасово не працює                       |
| 6               | Сухорукова Галина Леонідівна  | 02.11.2010            | середня | член Партії регіонів   | тимчасово не працює                       |
| 7               | Ковальова Світлана Миколаївна | 02.11.2010            | вища    | член Партії регіонів   | Багатівська сільська рада, секретар       |
| 9               | Сіндєєва Надія Аркадіївна     | 02.11.2010            | вища    | член Партії регіонів   | Багатівська сільська рада, землевпорядник |
| 10              | Соколова Лєнура Нуріївна      | 02.11.2010            | середня | член Партії регіонів   | тимчасово не працює                       |
| 11              | Чекулдаєв Едуард Миколайович  | 02.11.2010            | середня | член Партії регіонів   | ПП «Сатурн», майстер                      |
| 12              | Малашенко Марина Георгіївна   | 02.11.2010            | середня | член Партії регіонів   | КООП «Умют», робітниця                    |
| 13              | Анохін Семен Вікторович       | 02.11.2010            | середня | член Партії регіонів   | ГЛХП, майстер                             |
| 14              | Гаппаров Енвер Серверович     | 02.11.2010            | середня | позапартійний          | тимчасово не працює                       |
| 15              | Аблязізов Якуб Юсуфович       | 02.11.2010            | вища    | член Партії регіонів   | ФК «Таврія», охоронник                    |
| Самовисування   |                               |                       |         |                        |                                           |
| 3               | Якубов Руслан Рифатович       | 02.11.2010            | середня | позапартійний          | тимчасово не працює                       |
| 8               | Смаілова Ельзара Ленмарівна   | 02.11.2010            | вища    | позапартійна           | Білогірський диспансер, медична сестра    |
| 16              | Аблязізов Лєнур Айдерович     | 02.11.2010            | середня | позапартійний          | тимчасово не працює                       |